# Rectoria Vella (l'Esquirol)
La Rectoria Vella és una masia de l'Esquirol (Osona) inclosa a l'Inventari del Patrimoni Arquitectònic de Catalunya.

## Descripció
Masia de planta en forma de "L" i assentada damunt el desnivell del terreny. A la part de tramuntana presenta un portal que coincideix a nivell del primer pis, li fa espona de pou. En aquest sector de la casa hi ha una finestra gotitzant amb una espitllera a sota l'ampit. A la part de migdia hi ha un portal que tanca la lliça. Al mur de llevant s'hi adossa una escala que condueix al primer pis on hi ha un portal adovellat i una finestra geminada romànica. Al primer pis, també, hi ha un porxo que dona la volta a la casa i és sostingut per un pilar assentat sobre la barana de l'escala. És construïda bàsicament amb pedra, fusta i teules. L'estat de conservació és mitjà, ja que es troba abandonada i li caldria una bona restauració.

## Història
Mas d'antiga tradició que pertany al patrimoni del mas la Bertrana i es coneix per la "Rectoria Vella". Fou la casa rectoral de l'antiga parròquia de Santa Maria de Corcó, que al segle xviii es traslladà a l'actual nucli de l'Esquirol o Sta. Maria de Corcó. La casa es degué reformar al segle xvii, al 1686, com indica la llinda del portal de la lliça. Cal remarcar una bonica finestra romànica que conserva el mas i que es troba al mur de llevant.